# Atsuko Enomoto
Atsuko Enomoto (榎本 温子 Enomoto Atsuko?) (Tokio, 1 de noviembre de 1979) es una actriz de voz y cantante japonesa. Trabajó para la compañía I'm Enterprise. El 1 de septiembre de 2005 empezó a trabajar para 81 Produce, agencia que dejó en 2015 para trabajar como freelancer. Sus roles más destacados como seiyū fueron el del personaje de Yukino Miyazawa en Kare kano, Mai Misho/Cure Egret/Cure Windy en Futari wa  Pretty Cure Splash Star y el de Misaki Suzuhara en Angelic Layer.
El 7 de marzo de 2016 anunció a través de su cuenta de Twitter su casamiento con el también seiyū Mark Ishii.

## Filmografía

### Anime
1998
- Kare kano como Yukino Miyazawa.

1999
- Kaikan Phrase como Aine Yukimura.
- Pokémon: Los Viajes Johto como Kurumi; Miki (ep. l52)
- Steel Angel Kurumi como Kurumi.
- Susie-chan to Marvy como Mugiko.
- The Legend of Black Heaven como Kotoko.

2000
- Amon: Apocalypse of Devilman como Miki Makimura.
- Argento Soma como Scarlet.
- Baby Felix como Mimi.
- Daa! Daa! Daa! como Aya Konishi.
- Platinumhugen Ordian como Nanna; Aihara.
- Saiyuki como Meihou (ep. 14)

2001
- Angelic Layer como Misaki Suzuhara.
- Capitán Tsubasa: Desde el 2002 como Sanae Nakazawa.
- Chance Pop Session como Yuuki Aoyama.
- Hikaru no Go como Asumi Nase.
- Najica Blitz Tactics como Azusa (ep. 8)
- The SoulTaker como Megumi Akiba.

2002
- .hack//SIGN como A-20.
- Asobotto Senki Goku como Shion.
- Barom One como Sugino Yuko.
- Panyo Panyo Di Gi Charat como Rinna Charat.
- Steel Angel Kurumi 2 como Kurumi.

2003
- Di Gi Charat Nyo como Rinna Charat.

2004
- Major como Alice Jinnai.
- Ryusei Sentai Musumet como Marcia Saotome.

2005
- Canvas2 ~Niji-iro no Sketch~ como Shouko Mochizuki (ep. 12)
- Glass Mask (2005) como Emi Tabuchi (eps. 13-14)
- Gunparade Orchestra como Tomomi Fujino.
- Pokémon: Batalla de la Frontera como Hinata (eps. 155, 171-172)
- Soreyuke! Gedou Otometai como Otone Hokke.
- Starship Operators como Akiho Maya.

2006
- .hack//Roots como B-Set; Nazoranty (ep. 1)
- D.Gray-man como Mimi.
- Futari wa Pretty Cure Splash Star como Mai Mishou (Cure Egret/Cure Windy).
- Galaxy Angel Rune como Natsume Izayoi.
- Gift ~eternal rainbow~ como Sena Asakawa.
- Gintama como Otose-san (joven).
- Kagihime Monogatari - Eikyuu Alice Rondo como Mika Ohgami (eps. 8, 13)
- Lovege Chu ~Miracle Seiyuu Hakusho~ como Yuumi Nakamura.
- MÄR como Neptune.
- Pokémon: Diamante y Perla como Ranger Hinata.
- Spider Riders como Emerald (ep. 9)

2007
- CLANNAD como Yukine Miyazawa.
- Kaze no Shoujo Emily como Rhoda Stuart.

2008
- CLANNAD After Story como Yukine Miyazawa.
- Gunslinger Girl -Il Teatrino- como Triela.
- Scarecrowman como Alice.
- Skip Beat! como Erika Kouenji.
- Suteki Tantei Labyrinth como Nayuta Tsukikage (ep. 25)
- Kirarin Revolution' Maki Endo

2009
- Elementhunters como Chiara Farina.
- Gokujō!! Mecha Mote Iinchō como Karen Himeno.

2011
- Cardfight!! Vanguard como Emi Sendou.

### OVA
- .Hack//G.U. Returner como Aina.
- .hack//Unison como Mistral.
- Amon: The Apocalypse of Devilman como Makimura Miki.
- Aquarian Age the Movie como Miharu Itsukushima.
- Maetel Legend como Emeraldas (joven)
- Majokko Tsukune-chan como Shioletta.
- Memories off 3.5 - Omoide no Kanata e como Inori.
- Netrun-mon como Ranna.
- Nurse Witch Komugi como Megumi Akiba.
- Nurse Witch Komugi-Chan Magikarte Z como Megumi Akiba.
- Puni Puni Poemy como Mitsuki Aasu.
- Steel Angel Kurumi Encore como Kurumi.
- Steel Angel Kurumi Zero como Kurumi.

### Películas
- .Hack//G.U. Trilogy como Aina.
- Futari wa Precure Splash Star Tick Tack Kiki Ippatsu! como Mai Mishou (Cure Egret/Cure Windy).
- Guilstein como Sabi Suad.
- Precure All Stars DX: Minna Tomodachi— Kiseki no Zenin Daishūgō como Mai Mishou (Cure Egret/Cure Windy)
- Wonderful Days como Eta.

### Videojuegos
- .hack series como Mistral:
  - .Hack//Infection
  - .hack//Mutation
  - .hack//Outbreak
  - .hack//Quarantine
- .hack//G.U. Vol. 3: Aruku you na Hayasa de como Aina.
- Fire Emblem: Path of Radiance como Mist.
- Memories Off como Karin Hanamatsuri.
- Galaxy Angel II Mugen Kairō no Kagi como Natsume Izayoi.
- Star Ocean: Till the End of Time como Sophia Esteed; Ameena Leffeld.
- Tomak: Save the Earth Love Story como Evian.

### Doblaje japonés
- High School Musical (2006) - voz de Kelsey Nielsen

## Discografía
Lista completa de su discografía.

### CD Álbum
- Rainbow (2004/9/15)
- Private Heaven (2004/3/10)
- A HOUSE OF LOVE (2004/2/11)
- Touch My Heart (2002/8/16)

### Sencillo
- oneway radio
- Be My Angel
- Keep on Going
- Happy!Smile!Hello!

### DVD
- LIVE A HOUSE OF LOVE (2004/6/30)
- CONCERT 2004 Private Heaven in SHIBUYA BOXX (2004/9/15)